# Titularbistum Respecta
Respecta (ital.: Respetta) ist ein Titularbistum der römisch-katholischen Kirche. 
Das Bistum Respecta war in Numidien angesiedelt, einer historischen Landschaft in Nordafrika, die weite Teile der heutigen Staaten Tunesien und Algerien umfasst.
| Titularbischöfe von Respecta |                            |                                                           |                   |                   |
| Nr.                          | Name                       | Amt                                                       | von               | bis               |
| 1                            | Paulo Evaristo Arns OFM    | Weihbischof in São Paulo (Brasilien)                      | 2. Mai 1966       | 22. Oktober 1970  |
| 2                            | Alexis Pham Van Lôc        | Koadjutorbischof von Kontum (Vietnam)                     | 27. März 1975     | 2. Oktober 1975   |
| 3                            | James Francis Stafford     | Weihbischof in Baltimore (Maryland) (USA)                 | 11. Juni 1976     | 17. November 1982 |
| 4                            | Cornelius de Wit MHM       | emeritierter Prälat von San Jose de Antique (Philippinen) | 22. Januar 1983   | 8. Mai 2002       |
| 5                            | Joseph John Oudeman OFMCap | Weihbischof in Brisbane (Australien)                      | 30. November 2002 |                   |